# Péndulo de Foucault

Animación del Péndulo de Foucault oscilando en el hemisferio sur.

Un péndulo de Foucault es un péndulo esférico que puede oscilar libremente en cualquier plano vertical y capaz de oscilar durante mucho tiempo (horas). Se utiliza para demostrar la rotación de la Tierra. Se llama así en honor de su inventor, Léon Foucault.

## Experimento original de Foucault
La primera exposición pública del péndulo de Foucault tuvo lugar en febrero de 1851, en el meridiano del Observatorio de París. Unas semanas más tarde, el físico francés Léon Foucault hizo su demostración más famosa en el interior del Panteón de París, cuando hizo suspender un péndulo de plomo de una masa de 28 kg (una bala de cañón recubierta de latón) mediante un cable de 67 metros de largo que pendía justo debajo del centro de la cúpula del Panteón. El plano de oscilación del péndulo giraba hacia la derecha 11° por hora, haciendo un círculo completo en 32,7 horas. El montaje original utilizado en 1851 en el Panteón fue trasladado en 1855 al Museo de Artes y Oficios de París. Una segunda instalación temporal se hizo en el Panteón, en 1902, para el 50 aniversario del experimento original.
Durante la reconstrucción del museo en la década de 1990, el péndulo original se mostró temporalmente en el Panteón (1995), pero fue devuelto posteriormente al Museo de Artes y Oficios de París antes de su reapertura en 2000. El 6 de abril de 2010, el cable de suspensión del péndulo se rompió, causando daños irreparables en el péndulo y en el suelo de mármol del museo. Una copia exacta del péndulo original había estado oscilando de forma permanente desde 1995 bajo la cúpula del Panteón de París hasta 2014, cuando fue desmontado durante los trabajos de reparación en el edificio. En septiembre de 2017 el péndulo volvió a estar instalado y funcionando de nuevo.

## Efectos físico-naturales del movimiento de rotación terrestre

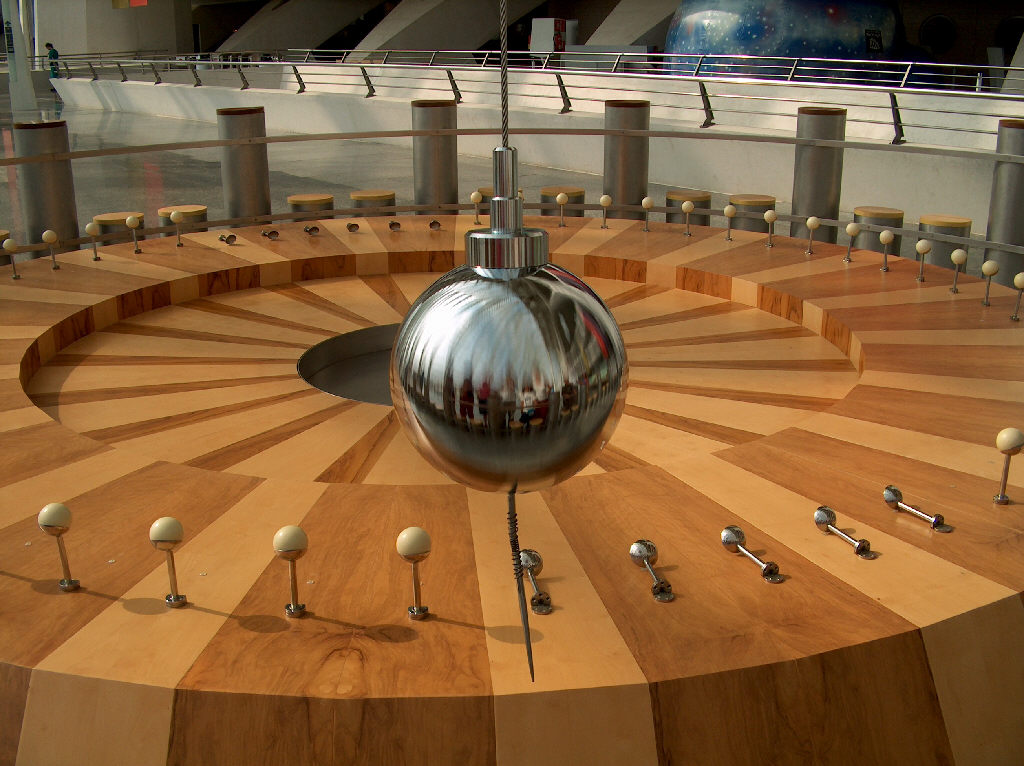
Péndulo de Foucault en la Ciudad de las Artes y las Ciencias de Valencia.

En lo que respecta al planeta Tierra, el movimiento de rotación terrestre da origen a una serie de efectos que quedan aclarados y definidos por la observación del péndulo de Foucault, instrumento que sirve para demostrar el movimiento de rotación terrestre y las consecuencias físicas de dicho movimiento. Dichas consecuencias o efectos son los que sufren los objetos en movimiento y las grandes masas fluidas de la superficie terrestre (atmósfera e hidrósfera) en sus desplazamientos, movimientos que también se pueden definir como respuestas aparentes, inerciales, tridimensionales y asimétricas del movimiento de rotación terrestre. 
- Es un efecto aparente y no real. No es el péndulo que se desvía hacia la derecha (en sentido horario) sino que es el suelo el que gira en sentido antihorario. Por definición, el péndulo mantiene la dirección inicial de las oscilaciones sin desviarse hasta ir perdiendo fuerza y detenerse. De manera que el movimiento del péndulo derribando todas las esferitas situadas en el círculo del péndulo a lo largo de doce horas es una demostración del efecto real del giro doble de dicho círculo en sentido antihorario (doble giro durante las veinticuatro horas). Esto es lo que ocurre en el hemisferio norte, mientras que en el hemisferio sur, la superficie terrestre gira en sentido horario, por lo que el desvío aparente del péndulo se efectuará en dirección opuesta (en sentido antihorario).
- Es un efecto inercial. La enorme masa de la esfera inferior en comparación a la altura desde el punto de sustentación es la que explica, por inercia, que pueda estar oscilando durante horas manteniendo la dirección original. Al respecto conviene aclarar que un imán o más bien, electroimán, ubicado en la base del péndulo, puede convertir en perpetuo el movimiento de oscilación del péndulo.
- Es un efecto tridimensional. Esto es evidente: todos los cuerpos que se mueven sobre la superficie terrestre tienen volumen y el movimiento de rotación terrestre actuará de manera diferente según sean las dimensiones, tamaño, masa y densidad y, por otra parte, con la interacción con otros cuerpos que también se mueven. Por ejemplo, todas las tormentas formadas por convección suelen formar nubes si la humedad atmosférica en ese lugar es suficiente y nubes de polvo en las áreas donde la superficie terrestre está muy seca. A su vez, esas nubes y ese polvo tienen un ciclo determinado: las nubes cambian de forma y de tamaño cuando suben debido al aire ascendente durante el proceso de convección. La formación y desarrollo de un tornado es un ejemplo de un proceso tridimensional de la meteorología que no suele estar muy bien descrito. Se ha dicho algunas veces de una columna de aire húmedo que baja de una nube de gran tamaño y al bajar va girando cada vez a mayor velocidad hasta que se pone en contacto con el suelo, donde causa una gran destrucción, aunque su radio de giro sea muy reducido. Lo cierto es que un tornado se forma inicialmente por un descenso de aire frío y seco del borde superior de la nube y que baja hacia el frente de la misma, girando en sentido horario, pero sin verse porque se trata de un aire frío y seco hasta llegar al suelo a gran velocidad de rotación. En el suelo es donde forma un remolino (en sentido horario como hemos dicho) que levanta gran cantidad de polvo y escombros de objetos diversos arrojándolos a su alrededor. Pero inmediatamente se forma un embudo en sentido antihorario formado con aire cálido y húmedo que comienza a ascender aumentando de tamaño y radio de giro y, por lo tanto, disminuyendo su velocidad, pero el formarse con aire cálido que se enfría al ascender, forma una nube embudo que no es sino la fase ya desarrollada del tornado como puede verse en el artículo respectivo. Los vientos alisios en el ecuador, la corriente ecuatorial, las corrientes marinas frías y en mayor o menor grado, todas las demás, se originan como una respuesta inercial del movimiento de rotación terrestre. Lo mismo podemos decir de las corrientes de chorro (jet–stream), los huracanes y muchos otros fenómenos.
- Es un efecto asimétrico. La asimetría de los ríos es un ejemplo que se debe al efecto asimétrico del movimiento de rotación de la Tierra. Los ríos son asimétricos en lo que respecta a su cauce, su cuenca, los espolones o diques naturales del cauce, los afluentes y sus confluencias con el río principal, los depósitos de aluviones o sedimentos, la mayor o menor energía de su caudal o del transporte de sedimentos, el poder erosivo, la captura o intercepción fluvial y la formación de ríos residuales (a veces también denominados ríos decapitados).[6]

## Descripción y fundamento

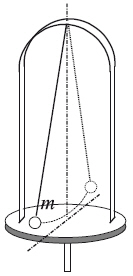
Esquema de un dispositivo para ilustrar el fundamento del péndulo de Foucault.

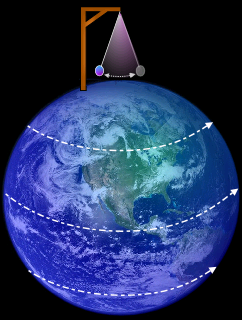
Péndulo de Foucault en el Polo Norte. El péndulo oscila en un plano constante en el espacio, mientras que la Tierra gira por debajo de él.

Animación del péndulo de Foucault del Panteón de París (48°52' Norte), con el ciclo de rotación terrestre comprimido. El trazo verde muestra el recorrido alabeado del péndulo respecto al suelo (el marco de referencia rotatorio). El plano de oscilación presenta una rotación relativa a la Tierra. Cuanto más largo es el cable del péndulo, más evidente se hace el efecto. Longitudes de entre 12 y 30 m son habituales.

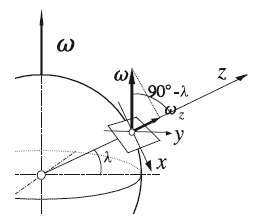
Movimiento de rotación de la Tierra debajo del péndulo de Foucault.

Consideremos en primer lugar el dispositivo que mostramos en la figura. Si hacemos girar la plataforma mientras el péndulo está oscilando, observaremos que el plano de las oscilaciones permanece inalterado con respecto a un observador inercial. Este efecto se debe a la inercia de la masa pendular. Puesto que las dos fuerzas que actúan sobre ella (su peso y la tensión del hilo) están contenidas en el plano de las oscilaciones, estas, una vez iniciadas, tendrán lugar siempre en un mismo plano. Para cambiar el plano de las oscilaciones se requeriría un componente de fuerza normal a dicho plano. 
Por el contrario, resulta obvio que el plano de las oscilaciones no permanecerá inalterado para un observador situado sobre la plataforma giratoria, que será, evidentemente, un observador no inercial; para este observador, el plano de las oscilaciones efectuará una precesión alrededor del eje vertical (eje de rotación) en sentido contrario al de giro de la plataforma y con la misma celeridad angular (de precesión).
Esta propiedad de la inalterabilidad del plano de las oscilaciones del péndulo fue utilizada por el físico francés Bernard León Foucault (1819-68) para comprobar el movimiento de rotación de la Tierra en torno a su eje y demostrar que la Tierra no constituye una referencial inercial. Foucault realizó públicamente su experiencia en 1851, bajo la cúpula del Panteón de París, utilizando una masa de 28 kg suspendida de un hilo de 70 m de longitud. El periodo de un péndulo de esa longitud es de unos 17 s. La suspensión del extremo superior del hilo permitía al péndulo oscilar con igual libertad en todas las direcciones. Alrededor del punto del suelo, que estaba directamente debajo del punto de suspensión, se dispuso una balsa circular, llena de arena, de unos 3 m de radio, de modo que una aguja metálica colocada en la parte inferior de la masa pendular barría la arena en cada oscilación. Se vio con toda claridad que, en oscilaciones sucesivas, el plano de oscilación del péndulo rotaba en el sentido de las agujas del reloj. En una hora el plano de oscilación del péndulo giraba unos 11°, y la circunferencia se completaba en algo más de 32 horas.
¿Por qué gira el plano de oscilación del péndulo? Es fácil comprender que, si la experiencia se hubiera realizado en el Polo Norte, resultaría evidente que el plano de oscilación del péndulo permanecería fijo en un referencial inercial, mientras que la Tierra giraría bajo el péndulo a razón de una vuelta cada 24 horas. Por el contrario, un observador situado "sobre" la Tierra vería girar el plano de oscilación del péndulo en sentido contrario al de la rotación terrestre, dando una vuelta cada 24 horas. La situación es muy diferente y mucho más difícil de analizar cuando abandonamos el Polo Norte y nos situamos en un lugar de la Tierra de latitud geográfica λ. Entonces, como ya hemos visto al describir la experiencia de Foucault, el tiempo empleado por el plano de oscilación del péndulo para girar 360° es mayor del necesario en el Polo. Cuando se realiza el experimento en la zona ecuatorial de la Tierra el péndulo se balancea sin cambiar, el efecto no se produce.  
Cálculos cuidadosos permiten relacionar la velocidad angular Ω de rotación del plano de las oscilaciones del péndulo con la velocidad angular ω de rotación de la Tierra:

(1){\displaystyle \Omega =\omega \operatorname {sen} {\lambda }'\,}

donde (90°-λ′) es el ángulo formado por la vertical del lugar y el eje de rotación de la Tierra. La aceleración gravitatoria aparente g* tiene la dirección de la vertical del lugar y como g* solo está ligeramente desviada con respecto a g (0°6′, como máximo), el ángulo λ′ es muy aproximadamente igual a la latitud geográfica del lugar, esto es, λ≈λ′. Obviamente, el plano de oscilación del péndulo precesa en el referencial del laboratorio con una velocidad angular Ω dada por la expresión (1). En el hemisferio Norte la precesión tiene lugar en el sentido horario (mirando hacia abajo).
Podemos interpretar del modo siguiente el resultado expresado por (1):
en un lugar de la Tierra, de latitud λ, el suelo se comporta como una plataforma giratoria con una velocidad angular Ω = ωz = ω sen λ
(componente vertical de la velocidad angular de la Tierra) de modo que el movimiento de precesión del péndulo de Foucault es el que corresponde a esa velocidad angular. De este modo, el tiempo empleado por el plano de oscilación del péndulo en dar una vuelta completa es

(2){\displaystyle T={\frac {2\pi }{\omega \operatorname {sen} {\lambda }}}={\frac {24}{\operatorname {sen} {\lambda }}}{\text{horas}}}

y el ángulo girado en una hora {\displaystyle \theta \,} es función de la latitud del lugar:

(3){\displaystyle \theta =15^{o}\operatorname {sen} {\lambda }\,}

La experiencia del péndulo de Foucault es una prueba efectiva de la rotación de la Tierra. Incluso si la Tierra estuviese y hubiese estado siempre cubierta de nubes, la experiencia de Foucault permitiría demostrar que la Tierra está girando. Igualmente, este péndulo permite determinar la latitud del lugar sin recurrir a observaciones astronómicas.

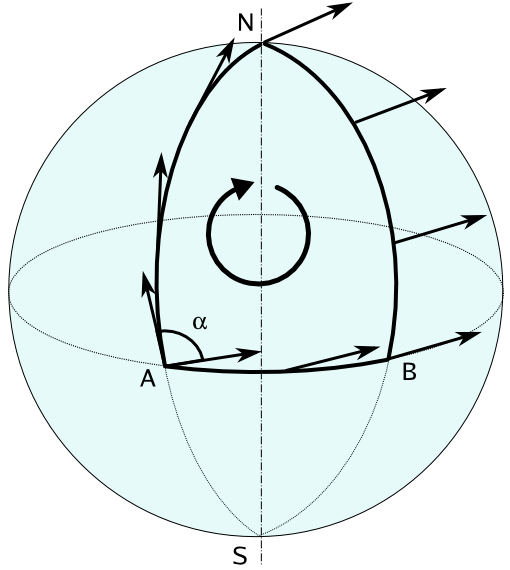
Transporte paralelo sobre la superficie de una esfera

### Fase geométrica
Se ha reinterpretado el péndulo de Foucault como caso particular de la universalidad del concepto conocido como fase geométrica, que, por otro lado, se relaciona con el transporte paralelo, que se ilustra en la figura, y con el teorema de Gauss-Bonnet, que relaciona la curvatura de una superficie con su característica de Euler.
En este sentido, es fundamental tener en cuenta que el periodo de rotación de la Tierra es mucho más largo que el periodo de oscilación del péndulo. En concreto, el cambio de dirección de la fuerza de la gravedad que experimenta el péndulo —en el sistema de referencia de la Tierra— es lo bastante lento como para satisfacer el teorema adiabático, de forma que no hay un intercambio efectivo de energía entre las dos oscilaciones.

## Péndulos de Foucault relevantes

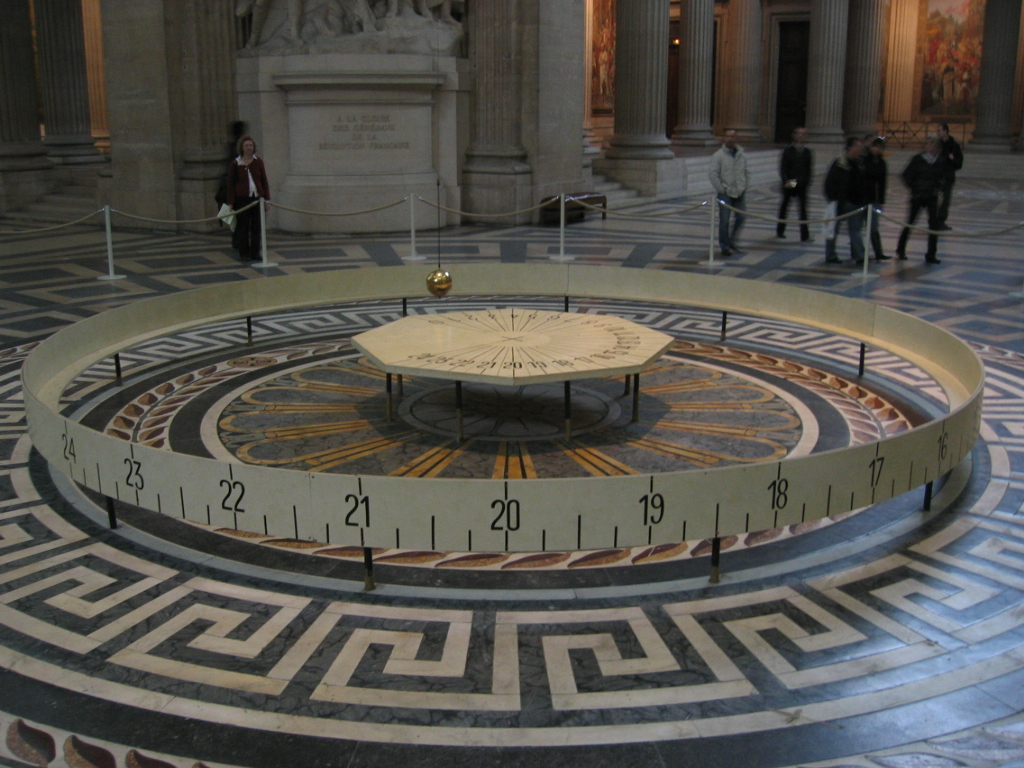
Péndulo de Foucault en el Panteón de París.

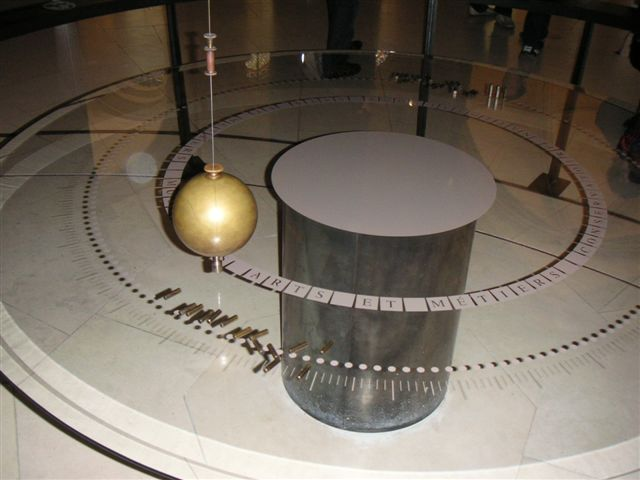
Péndulo de Foucault en el Museo de Artes y Oficios de París; detalle de las clavijas en el suelo.

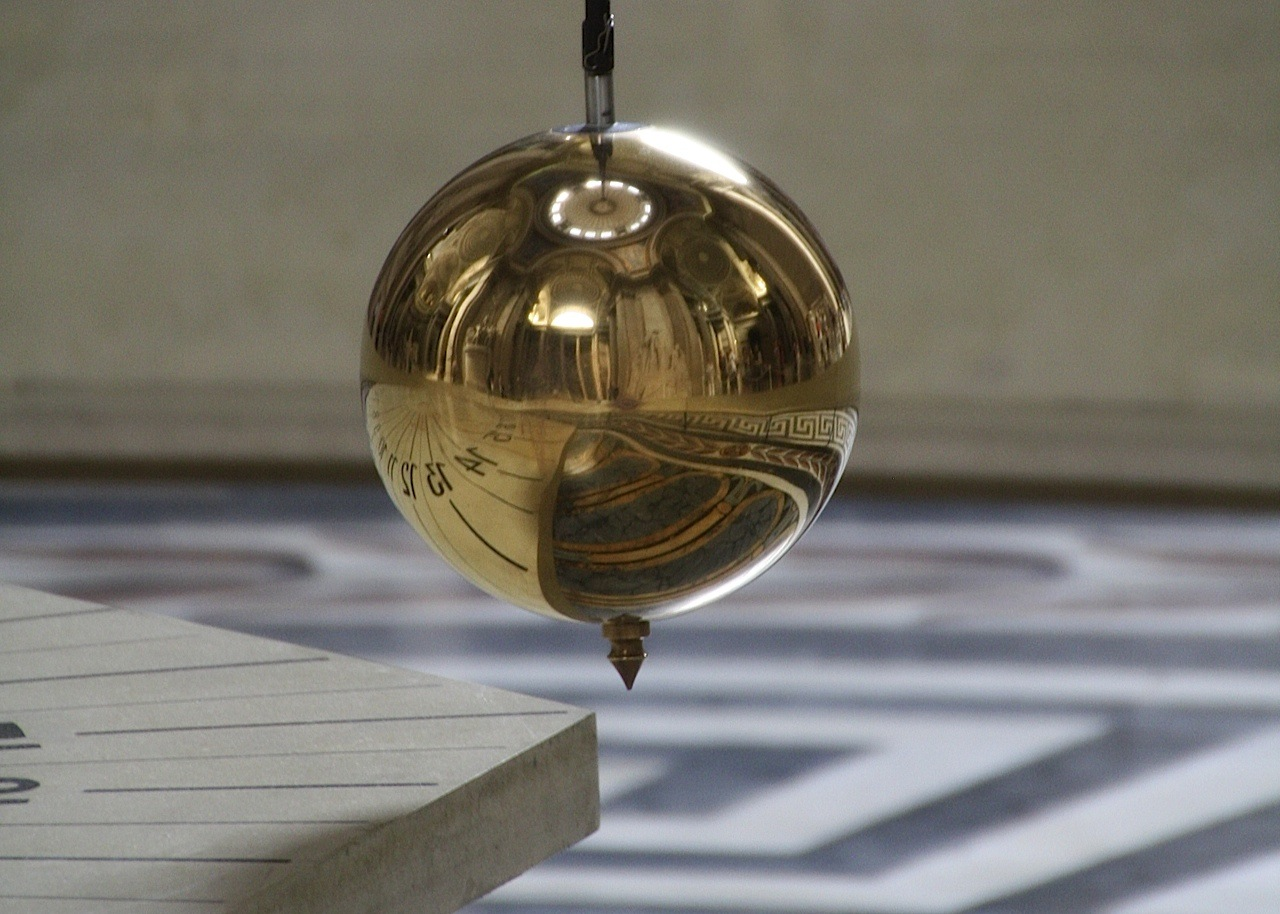
El péndulo de Foucault en el Panteón de París.

### Estados Unidos
En la ciudad de Nueva York (latitud 40° Norte) en la entrada del edificio de la Organización de las Naciones Unidas. Fue inaugurado en 1955. Tiene una esfera dorada de unos 90 kg suspendida del techo a unos 22,5 m del suelo por un alambre de acero inoxidable de modo que puede oscilar en cualquier plano. El plano de oscilación se desvía continuamente en el sentido de las agujas del reloj de manera que completa una vuelta en 36 horas 45 minutos.

### Hungría
Hungría tiene más de 30 péndulos de Foucault. El primer péndulo de este tipo fue fabricado en 1880 por Adolf Kunc en Szombathely.

### Países hispanohablantes

#### México
- El Centro Educativo y Cultural Manuel Gómez Morín en Santiago de Querétaro, en Querétaro, México, tiene un péndulo de Foucault[14] de 28 m de longitud total, con una masa de bronce (de 64 cm de diámetro y un peso de 280 kg) suspendida de un cable de acero. Su periodo es de 9,3 segundos, realizando una vuelta de 360 grados cada 66,79 horas o 5,38 grados/hora.
- En la Biblioteca Nacional de Ciencia y Tecnología "Víctor Bravo Ahuja" del Instituto Politécnico Nacional de Zacatenco, México, se colocó en diciembre de 2016.[15]
- El Centro de Ciencias de Sinaloa cuenta con un péndulo ubicado en la entrada principal, suspendido con un cable de 17 metros desde una cúpula. La esfera pesa 400 kilogramos y su periodo de oscilación es de aproximadamente 8,3 segundos y se mantiene en movimiento por un mecanismo magnético, que compensa la pérdida de energía por fricción. Este péndulo se encuentra en la entrada del museo y cuenta con barras de cobre que la esfera derriba para observar mejor el movimiento de dicho péndulo.
- La Escuela Militar de Ingenieros, terminada e inaugurada por el presidente Enrique Peña Nieto el 6 de julio de 2018, cuenta con un Péndulo de Foucault en el Edificio académico.[16]

#### España
- El Museo de la Ciencia en la Coruña tiene uno de los péndulos de Foucault más antiguos de España, de cinco pisos de altura.[17]
- En Madrid el Real Observatorio Astronómico situado junto al parque del Buen Retiro posee un péndulo de Foucault.[cita requerida]
- En Barcelona en el CosmoCaixa Barcelona, en su vestíbulo de acceso.[18] Fue el primero que se instaló en España, en 1980.[19]
- En Santander existe un péndulo de Foucault en el vestíbulo principal del edificio de la empresa CIC,[20] en el Parque Científico y Tecnológico de Cantabria (PCTCAN). Tiene una longitud de 17 metros y 120 kilogramos de masa en la esfera.
- En Huelva existe un péndulo de Foucault en el edificio Galileo Galilei de la Universidad de Huelva.
- En Granada existen tres ejemplares de estos péndulos: Uno en la Escuela Técnica Superior de Ingeniería de Caminos, Canales y Puertos de la Universidad de Granada, otro en la Facultad de Ciencias en el edificio de física de la Universidad de Granada, y otro en el Parque de las Ciencias de Granada.
- En Valencia en el Museo de las Ciencias Príncipe Felipe de la Ciudad de las Artes y las Ciencias existe otro péndulo de Foucault expuesto al público.
- En Salamanca en el Edificio Trilingüe de la Facultad de Ciencias de la Universidad de Salamanca, donde se imparten las clases del Grado en Física.[21]
- En Valladolid, en el Museo de la Ciencia, donde está suspendido de un cable de 11 metros de longitud y formado por una esfera de 80 kilogramos de peso.[22]
- En Becerril de Campos, en San Pedro Cultural, se exhibe un péndulo de Foucault junto a otros elementos para el estudio de la astronomía.[23]
- En Castellón, en el vestíbulo de su Planetario.[24]
- En Orense, en el vestíbulo de la Facultad de Ciencias.[25]
- En La Coruña, en el vestíbulo de la Casa de las Ciencias.[26]
- En Santiago de Compostela, en el vestíbulo de la Facultad de Física.
- En Badajoz, en la Facultad de Ciencias de la Universidad de Extremadura.
- En San Sebastián, en el museo de ciencias Eureka!.[27]

#### Chile
- En la ciudad de Valdivia. Ubicado a una latitud de casi 40° Sur, fue el más austral del mundo hasta el año 2012. Está situado en la avenida costanera Arturo Prat, frente al Centro de Estudios Científicos (CECs) a quien pertenece. Forma parte del paseo de la llamado “Costanera científica” a orillas del río Valdivia. Fue creado por el físico español Miguel Cabrerizo en 2007. Consiste de una esfera de plomo cromada de 100 kg de peso, colgando de un alambre de acero de 13 metros de largo soportado por una estructura de acero rematada por la lámpara de un viejo faro del siglo XIX, el cual estuvo en desuso y actualmente se habilito un sistema de paneles solares para la energía del faro.[28] El péndulo tiene un período de oscilación de 7 segundos. Su giro aparente es de 10° en cada hora, completando una rotación cada 36 horas. Además este giro tiene sentido antihorario, al revés que los ubicados en el hemisferio norte.[29][30][31]
- En la ciudad de Puerto Montt (Latitud: 41°30′ S). Está ubicado en las nuevas dependencias del Colegio San Francisco Javier. Su fabricación estuvo a cargo del ingeniero Gonzalo Arroyo de la Universidad Técnica Federico Santa María. Se trata de una esfera cromada de 115 kilos, una longitud de 19,5 metros con un periodo de oscilación de 8,7 segundos. Su diseño incluye un dispositivo para compensar la fricción con el aire y entre las piezas mecánicas de manera que no se detenga.[32]
- En la ciudad de Santiago (33° Sur) se encuentran dos:

En 1970, se instaló un péndulo en el Museo de Historia Natural. Tiene un cable de suspensión de 12 m de altura y una masa de 45 kg. Este fue retirado en los años 80 y no se encuentra en exhibición.
El segundo pertenece a la Facultad de Ciencias Físicas y Matemáticas de la Universidad de Chile. Está emplazado en el hall central de la Biblioteca Central. Contó con la asesoría de Miguel Cabrerizo. Fue inaugurado el 3 de noviembre de 2017. Es una bola de acero de 30 centímetros de diámetro rellena con plomo con un peso de 100 kilogramos, colgada desde la lucarna por un cable de acero de 18 metros. El plano de oscilación del péndulo gira aproximadamente 8 grados en cada hora, en sentido antihorario, y tarda poco más de  43 horas en completar la vuelta completa.

#### Argentina
- En la ciudad de Buenos Aires (Latitud: 34° Sur) hay dos péndulos, ambos en el contexto de la Universidad de Buenos Aires. 
  - Ubicado en el pabellón II (destinado a la Facultad de Ciencias Exactas y Naturales) de Ciudad Universitaria. El proyecto fue ejecutado por la Facultad de Ciencias Exactas y Naturales e inaugurado en noviembre de 2004. Consiste en una esfera de fundición, una aleación de hierro y carbono, de 30 cm de diámetro, que pesa 90 kg. Tiene una altura de casi 27 metros y un periodo de oscilación de un poco más de 10 segundos. La ley física predice que el plano de oscilación debe rotar en forma contraria a las agujas del reloj a razón de 8,5 grados/hora. Chequeado en varias oportunidades, la ley se cumple con un error menor al 10 %, el error estándar que tienen los péndulos más famosos. El péndulo se detiene a las 6 o 7 horas de haber sido puesto en funcionamiento, ya que, a la fecha de su inauguración, no tiene ningún dispositivo de recuperación de energía.[34][35][36]
  - Ubicado en el Museo de Ciencia y Técnica, en la  sede de la Facultad de Ingeniería de la avenida Las Heras.[37]

- Ciudad de La Plata (Latitud 34° Sur), ubicado en el Teatro Argentino, instalado en el año 2011, es uno de los más grandes instalados en Sudamérica y el único que luce dentro de un teatro lírico. Fue diseñado y construido por la Facultad de Ciencias Astronómicas de la Universidad Nacional de La Plata (UNLP). Se trata de una esfera de bronce que pendula suspendida desde el techo hasta el foyer del teatro, lo que permite que cualquiera que se pare a observarla, evidencie la rotación del planeta. Tiene casi 18 metros de longitud, la esfera es de aproximadamente 40 cm de diámetro y más de 200 kilos de masa. El disco donde están las cuchillas es de 120 mm de diámetro y la altura de todo el conjunto de suspensión tiene menos de 200 mm.[38][39]
- Ciudad de Córdoba (latitud 31° Sur) en el centro de interpretación científica Plaza Cielo y Tierra en el Parque las Tejas. El centro de interpretación, inaugurado en septiembre de 2017, es una iniciativa de la Universidad Nacional de Córdoba y el Gobierno de la provincia.[40][41] El péndulo tiene 12 metros de altura.[42]

## Modelos del péndulo de Foucault
|  |  |  |